# Кравчик чорноволий
Кра́вчик чорноволий (Orthotomus atrogularis) — вид горобцеподібних птахів родини тамікових (Cisticolidae). Мешкає в Південно-Східній Азії.

## Опис
Довжина птаха становить 11-12 см. Верхня частина тіла зеленуваті, нижня частина тіла білувата. Верхня частина голови іржасто-руда, на горлі і верхній частині грудей нечітка чорна пляма. У самиць края крил і нижні покривні пера хвоста жовтуваті.

## Підвиди
Виділяють чотири підвиди:
- O. a. nitidus Hume, 1874 — від Північно-Східної Індії і сходу Бангладеш до південного Китаю, Таїланду і Індокитаю;
- O. a. atrogularis Temminck, 1836 — Малайський півострів, Суматра і Калімантан (за винятком північного сходу);
- O. a. major Chasen & Kloss, 1928 — острів Тіоман[en], острови Анамбас і Натуна[en];
- O. a. humphreysi Chasen & Kloss, 1929 — північний схід Калімантану.

Зеленоспинний кравчик раніше вважалися підвидом чорноволого кравчика.

## Поширення і екологія
Чорноволі кравчики мешкають в Індії, Бангладеш, М'янмі, Таїланді, Китаї, Лаосі, В'єтнамі, Камбоджі, Малайзії, Індонезії і Брунеї. Вони живуть у вологих рівнинних і гірських тропічних лісах та в мангрових лісах. Зустрічаються парами. Живляться комахами та іншими дрібними безхребетними, яких шукають в густій рослинності поблизу землі. Сезон розмноження в Індії триває з березня по серпень, в Південно-Східній Азії з лютого по вересень. Гніздо мішечкоподібне, сплетене з трави.